# Sorkh Geryeh
Sorkh Geryeh (persiska: سُرخ چاری, Sorkh Gerīveh, سرخ گريه, سرخ گريوه) är en ort i Iran.   Den ligger i provinsen Mazandaran, i den norra delen av landet, 250 km öster om huvudstaden Teheran. Sorkh Geryeh ligger 1 905 meter över havet och antalet invånare är 342.
Terrängen runt Sorkh Geryeh är kuperad söderut, men norrut är den bergig.Runt Sorkh Geryeh är det ganska tätbefolkat, med 120 invånare per kvadratkilometer. Närmaste större samhälle är Estūnābād, 19,3 km nordväst om Sorkh Geryeh. Trakten runt Sorkh Geryeh består i huvudsak av gräsmarker.